# Galdan
Galdan (1644-1697) was het hoofd van de Dzjoengaren, een stam van de Oirat-Mongolen. Hij wordt beschouwd als de laatste Mongoolse leider die de ambitie nastreefde een nieuw groot Mongools Rijk te stichten dat zijn basis zou hebben in Centraal-Azië.

## Jeugd en achtergrond van Galdan

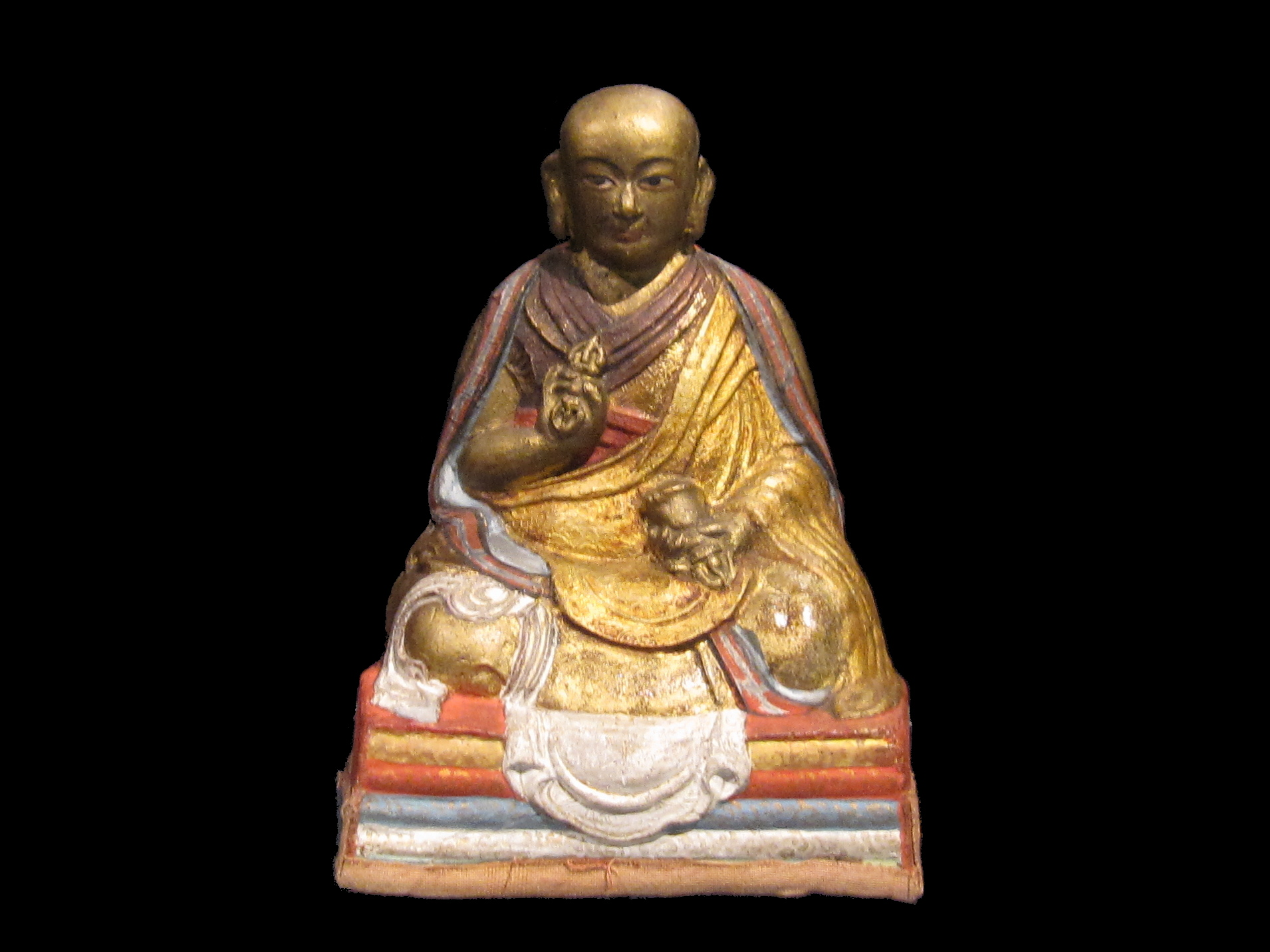
Zanabazar

Galdan was de zesde zoon van Erdeni Batur (overleden 1653) en de tweede zoon van zijn moeder Yum Aga, een dochter van Güshri Khan. Er bestaat een legende ten aanzien van zijn geboorte. Een van de tulkus die actief was in het gebied van de Oirat-Mongolen was de derde Ensa Lama, Lozang Tenzin Gyatso ( 1605-1644). Yum Aga zou de Ensa Lama gevraagd hebben haar een zoon te geven. Vanwege zijn celibaatsverplichting had de lama dat geweigerd, waarop Yum Aga hem gesmeekt had wedergeboren te worden als haar zoon. Kort na zijn geboorte werd Galdan dan ook erkend als de vierde Ensa Lama.
Erdeni Batur was een van de krachten achter de laatste grote bijeenkomst geweest van vrijwel alle Mongoolse stammen in 1640. Het doel van de bijeenkomst was het creëren van een grote pan-Mongoolse confederatie die een verenigd front zou vormen tegen externe vijanden en met name tegen de Mantsjoes.
Het was de laatste keer dat het idee van de hernieuwde totstandkoming van een grote Mongools rijk besproken werd. De eeuwige stammenstrijd tussen de diverse Mongoolse facties maakte de poging van tevoren irreëel. De Dzjoengaren waren de opkomende militaire macht onder de Mongoolse stammen en waren de grote bondgenoot van de vijfde dalai lama, Ngawang Lobsang Gyatso. Vanuit die basis eisten ze de leidende rol. De Khalkha-Mongolen van hun kant voelden zich de legitieme erfgenamen van de grote Khans van de Mongoolse dynastie (vanaf Dzjengis Khan) en hadden het jaar daarvoor de toen 4-jarige Zanabazar tot hun geestelijke leider gekroond. De bijeenkomst had geen enkel blijvend resultaat, anders dat hier al duidelijk de vijandschap tussen de Oirat-Mongolen en de Khalka's zichtbaar wordt.

## Zijn opleiding in Tibet

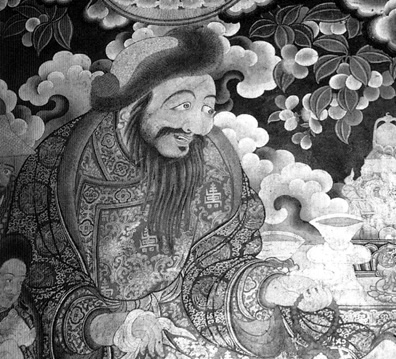
Güshri Khan

Het was in die tijd de gewoonte onder de adel van de Oirat-Mongolen om minimaal één zoon voor studie naar Tibet te sturen en wellicht monnik te worden. Op de leeftijd van zes of zeven jaar verbleef Galdan in ieder geval al in Lhasa.
Het is onbekend of hij in die jaren de dan circa vijftienjarige Zanabazar heeft ontmoet waartussen later een scherpe persoonlijke tegenstelling ontstond. Galdan verbleef in ieder geval nog in Tibet tijdens het tweede bezoek van Zanabazar aan dat gebied in 1655. Er zijn geen bronnen aanwezig die een ontmoeting tussen beiden in Tibet vermelden. Veel Mongolen geloven echter tot op de dag van vandaag dat beiden elkaar daar inderdaad ontmoet hebben en dat daar de basis ligt van de grote persoonlijke vijandschap tussen hen. Veel Mongolen geloven ook dat die vijandschap een belangrijk deel van de oorzaken was, die uiteindelijk zou leiden tot de onderwerping van de Khalka's aan de Qing-dynastie en de latere vrijwel volkomen vernietiging van Dzjoengaren door dezelfde dynastie.

## Leider van de Dzjoengaren

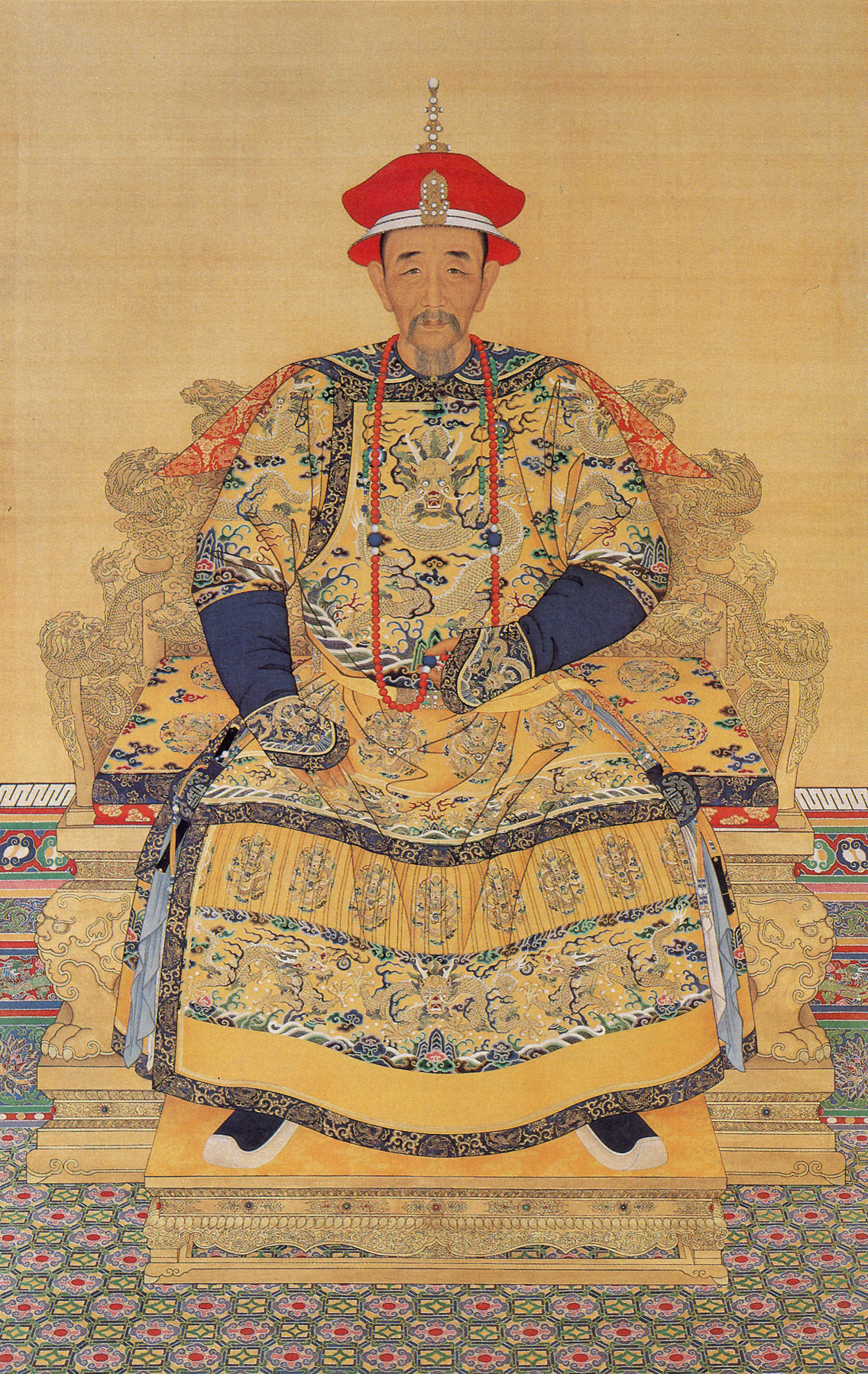
Qing-keizer Kangxi

Vanaf 1663 studeert Galdan het curriculum van de gelugtraditie onder leiding van de  dalai lama. In december 1666 vertrok Galdan uit Tibet. Ook na het vertrek werd Galdan nog beschouwd als de eigenaar van de landgoederen die behoorden bij het bezit van de Ensa Lama's. Er is op dat moment ook niets dat aangeeft dat Galdan van plan was zijn opdracht als monnik op te geven.
In januari 1671 werd de oudste broer van Galdan, Sengge, als gevolg van een samenzwering door een alliantie van onder meer twee andere broers vermoord. Galdan brak nu met zijn bestaan als monnik. Hij versloeg de rebellen en creëerde snel een machtspositie. Er zijn historische bronnen die melden dat Galdan dit met grote instemming van de dalai lama deed.  De dalai lama zou niet graag het kanaat van de Dzjoengaren uiteen hebben zien vallen als gevolg van interne familietwisten. De coalitie met de Dzjoengaren was voor de dalai lama belangrijk als tegenhanger voor de invloed van de Qing-dynastie. Vanaf die periode werkte Galdan nauw samen met Lhasa. Vooral na de dood van de dalai lama in 1682 toen Sanggye Gyatso, de regent van Tibet, diens dood geheim hield en zelf de macht in handen nam.
In de jaren na 1671 schakelde hij een aantal rivalen uit, zoals de Ochirtu Khan in 1678. Het was deze campagne die hem voor het eerst in gewapend conflict bracht met de Tusheti Khan van de Khalka-Mongolen, de broer van Zanabazar. In 1679 en 1680 veroverde Galdan een groot deel van Oost-Turkestan, de huidige Chinese provincie Sinkiang met de rijke oasen van Hami en Turpan. In 1679 ontving hij van de dalai lama de titel van Boshugtu Khan (Khan bij de Gratie God).
In het volgende decennium werden de contacten met zowel de Russen als de Mantsjoes frequenter. Er werden delegaties over en weer ontvangen. De relaties met de Qing-dynastie waren aanvankelijk redelijk. De keizer Kangxi had een voorkeur voor Galdan als sterke overheersende factor die de andere westelijk Mongoolse stammen in bedwang kon houden. Er groeiden echter spanningen. Het eerste was dat Galdan net zoals alle andere leiders van volken aan de grens van het Chinese rijk regelmatig tribuutmissies wenste uit te zenden.Galdan kreeg echter naar zijn mening daar onvoldoende mogelijkheden voor het drijven van handel voor terug. De toegelaten omvang van de missies die Galdan naar China wilde sturen om in het land zelf te handelen was veel beperkter dan hij wenste.
Het tweede was dat de expansie van de macht van Galdan een aantal van de op vlucht geslagen westelijke Mongoolse stammen er toch toe bracht om de Chinese grens over te steken, alleen al om te kunnen overleven. Naar het oordeel van Kangxi werkte Galdan onvoldoende aan een oplossing hiervoor mee.

## De strijd met de Khalkha-Mongolen
Het was uiteindelijk een interne strijd tussen een aantal stammen van de oostelijke Khalkha-Mongolen die de directe aanleiding werd van het militaire conflict tussen Kangxi en Galdan. De belangrijkste strijd speelde zich af tussen de stammen van de Tusheti-Khan, de broer van Zanabazar, en die van de Jasaktu Khan. In 1686 vond er een bijeenkomst plaats van alle onderling strijdende Khalkha-partijen in aanwezigheid van Zanabazar en vertegenwoordigers van de keizer en de dalai lama. De Khans en prinsen van de Khalka's zwoeren de eed van eeuwige vrede, waarbij ieder beloofde naar zijn eigen gebied terug te keren.
Het volgende jaar kwam Galdan met een aantal bezwaren tegen en klachten over de bijeenkomst. De voornaamste was dat de daar aanwezige Zanabazar, de jebtsundamba van de Khalkha-Mongolen, onvoldoende respect had getoond voor de vertegenwoordigers van de dalai lama.
Tegelijkertijd verplaatste Galdan zijn militaire hoofdkwartier naar het oosten en kwam daarmee op het gebied dat beheerst werd door de Jasaktu Khan. De Tusheti-Khan vreesde een invasie van Galdan in zijn eigen gebied en besloot hem zelf aan te vallen. In een eerste schermutseling doodde hij niet alleen de Jasaktu Khan, maar ook een broer van Galdan, die met enige Dzjoengaarse troepen aanwezig was. Kort daarna begon de grote aanval van Galdan op de Khalkha-Mongolen. Hij valt hun gebied binnen en richtte in 1687 en 1688 een slachting onder de Khalkha's aan. Bij de materiële vernieling moesten vooral door Zanabazar gestichte tempels het ontgelden.
Het grootste deel van het Khalkha-volk trok de Gobiwoestijn over en wilde zich onder bescherming van de Mantjsoe-keizer stellen. Kangxi hield dat verzoek eerst af, mede omdat hij van mening was dat Zanabazar en de Tusheti-Khan de aanval van Galdan hadden uitgelokt. Hij ging niet in op eisen van Galdan die twee aan hem uit te leveren. Kangxi vroeg de dalai lama als intermediair op te treden in de contacten met Galdan. Tot zijn verbazing kreeg hij als antwoord dat de dalai lama (maar in werkelijkheid de tweede van de regenten in historisch Tibet) de eisen tot uitlevering van de Tusheti-Khan en Zanabazar aan Galdan ondersteunde. In de Chinese geschiedschrijving wordt dit vermeld als het moment dat Kangxi begon te vermoeden dat de dood van de vijfde dalai lama geheim werd gehouden.
In 1689 sloten China en Rusland het verdrag van Nertsjinsk. Hiermee voorkwam Kangxi dat Galdan ooit een militaire alliantie met de Russen zou kunnen sluiten.

## De campagnes tegen Galdan

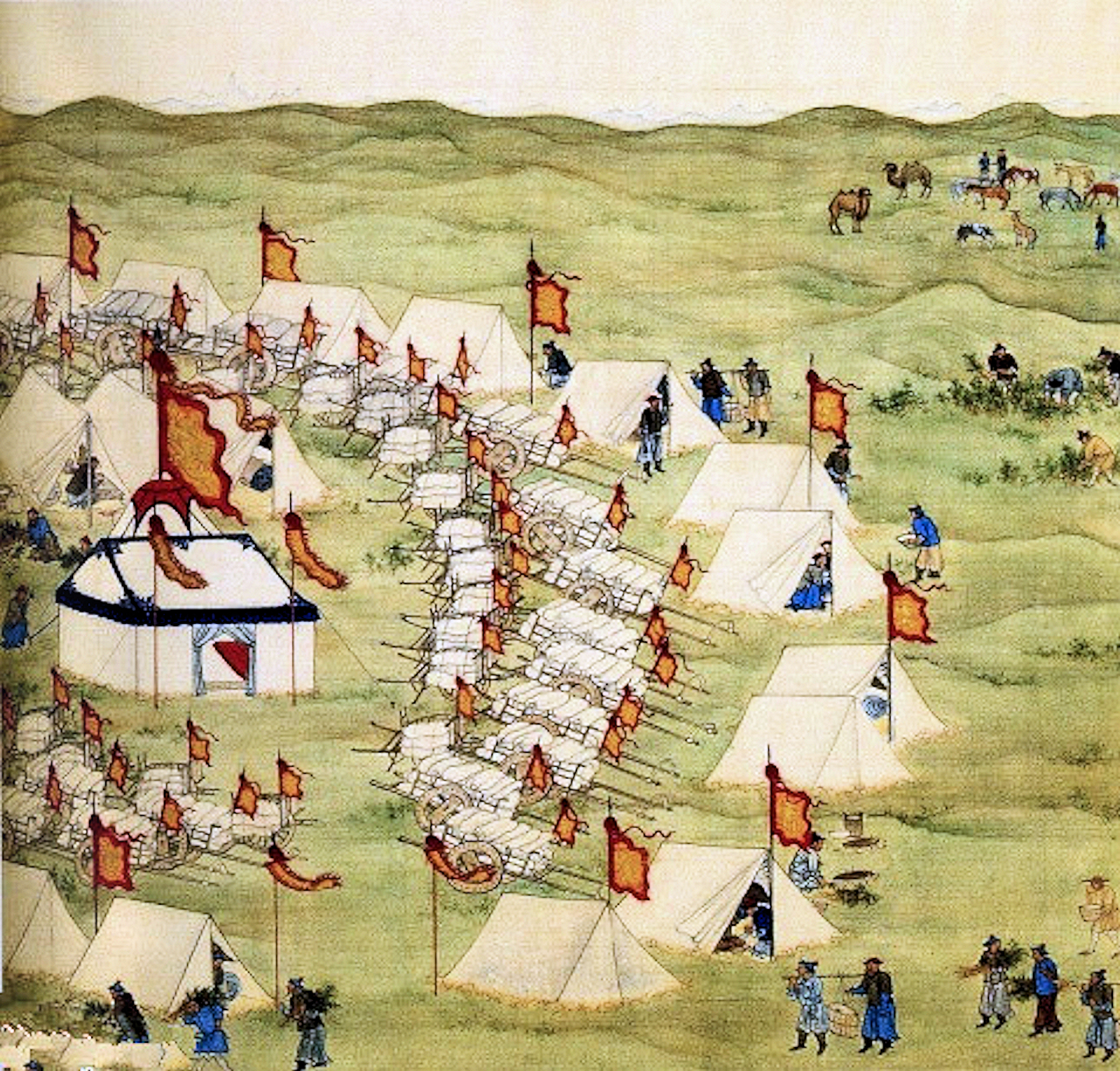
Het legerkamp van Kangxi bij de rivier de Kerulen in 1696

In 1690 viel Galdan nog een keer het Khalka-gebied binnen. De Russen bleken inderdaad iedere ondersteuning te weigeren. Dat was ook het moment dat Kangxi besloot nu zelf de militaire strijd met Galdan aan te gaan. Op het veld van de Ulang Butong versloeg het Qing-leger dat van Galdan. Het was echter geen beslissende zege. Galdan en een groot deel van zijn manschappen wisten te ontkomen.
In deze periode werd Galdan ook geconfronteerd met een conflict in Dzjoengarije zelf. 
Tsewang Rabtan (1643-1727 was de zoon van Sengge, de vermoorde broer van Galdan. Hij werd al eerder door Galdan als een bedreiging gezien en Galdan had in 1688 een mislukte poging gedaan hem te laten vermoorden. Daarna kwam Tsewang Rabtan in opstand tegen Galdan en nam met een aantal troepen Hami en omgeving in. Vanaf 1690 probeert Kangxi dan ook de strijd tussen Galdan en Tswewang Rabtan uit te buiten.
In 1696 volgden er nog twee militaire campagnes van Kangxi tegen Galdan. Hij leed bij de rivier de Kerulen een beslissende nederlaag. De situatie voor Galdan was toen al uitzichtloos. Hij weigert echter het advies van zijn ministers op te volgen en met de keizer te onderhandelen over opgave. Tijdens de laatste militaire campagne van april 1697 overleed Galdan onder mysterieuze omstandigheden. Het meest waarschijnlijke is dat Galdan uiteindelijk vergiftigd werd door zijn eigen generaal, die dacht krediet bij Kangxi op te bouwen door het lichaam van Galdan uit te leveren.
Het was echter zijn neef Tsewang Rabtan, die de resten van het stoffelijk overschot aan Kangxi uitleverde. In 1698 werden tijdens een grote plechtigheid in Peking de beenderen van het lichaam van Galdan verpletterd en daarna verstrooid. Na Galdan zou de reïncarnatielijn van de Ensa Lama's ook geen opvolging meer krijgen.

## Motieven van Galdan
Er is onder historici vaak een debat geweest wat nu de motieven van Galdan moeten zijn geweest voor zijn aanval in 1690. Veel Chinese historici beschouwen de klacht van Galdan over de bijeenkomst van 1686 waarbij de vertegenwoordiger van de dalai lama niet genoeg respect ontving als slechts een voorwendsel voor het eigenlijke plan om de Tusheti-Khan te vernietigen. Aan de andere kant was Galdan al vanaf zijn jeugd opgevoed en opgeleid door Tibetaanse lama's met sterke gevoelens voor het juiste ritueel ten opzichte van een dalai lama.
Een ander motief zou zijn dat de beperkingen in handelsmogelijkheden met China hem deed besluiten een beslissende stap te zetten. Echte blijvende vrede onder de Khalkha-Mongolen had ook zijn verdere expansie naar het oosten geblokkeerd en zijn ambitie om weer een grote Khan van alle Mongolen te worden onmogelijk gemaakt.
De meeste moderne historici gaan ervan uit dat er waarschijnlijk geen consistent plan of idee achter de acties van Galdan zat, maar meer een optelsom van politieke, economische, culturele en puur persoonlijke motieven. Na 1690 voerde Galdan een strijd die vooral op overleven was gericht.